# Männerwohnheim Meldemannstraße

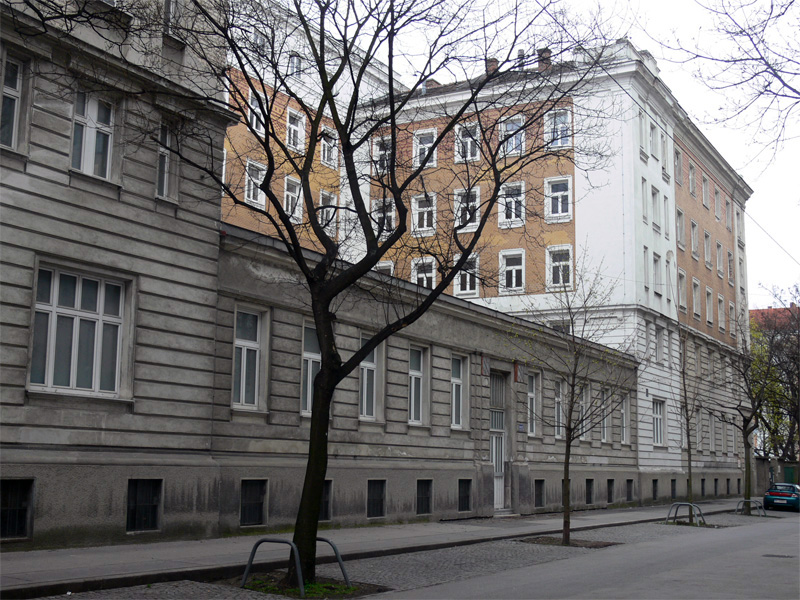
Ansicht Meldemannstraße

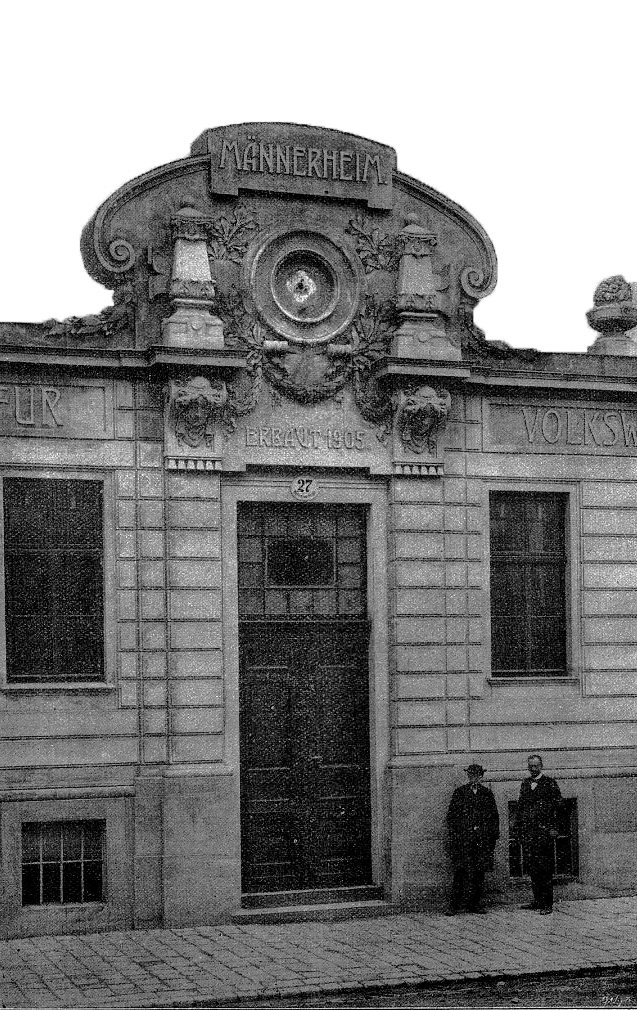
Portal (1906)

Das Männerwohnheim in der Meldemannstraße 27 (ursprünglich: 25–29, dann: 25–27, zuletzt 2003: 25) war von 1905 bis 2003 ein Obdachlosenasyl in Wien im 20. Gemeindebezirk Brigittenau. Bekannt wurde es als Wohnort von Adolf Hitler zwischen 1910 und 1913.

## Das Männerheim bis 1922

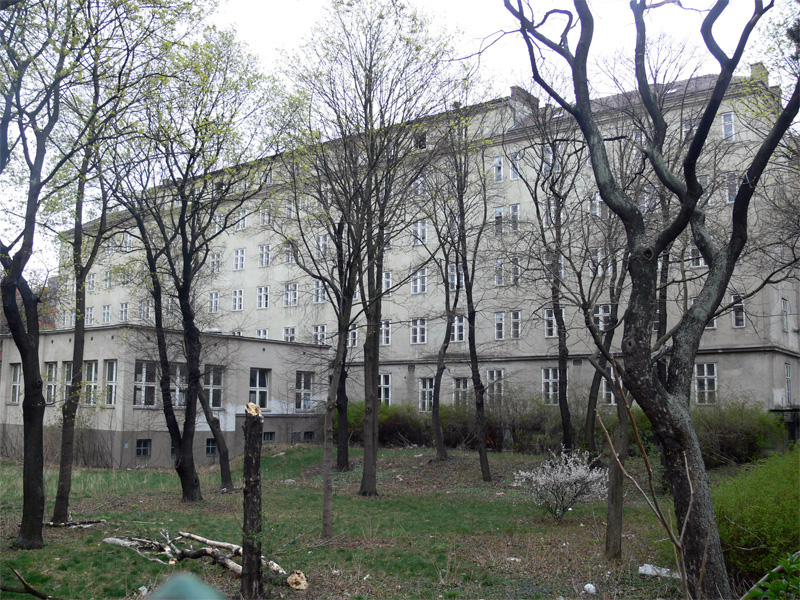
Gartenansicht von Pasettistraße

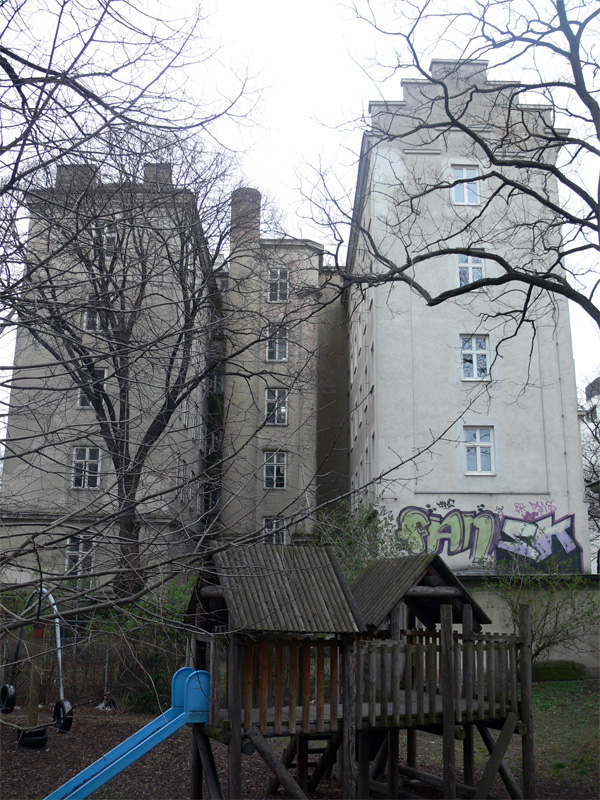
Seitenansicht von Stromstraße

Ende September 1904 wurde für die Errichtung des Männerlogierhauses die behördliche Baubewilligung erteilt und mit den Fundierungsarbeiten begonnen. Das Logierhaus, das auf vier Stockwerken in 24 Sälen 544 Männern gegen billiges Entgelt eine musterhafte Heimstätte bieten sollte, wurde nach dem System der Londoner Rowton Houses ausgeführt: getrennte Schlafabteile, gemeinsame Tagesräume. Dem Neubau wurden die preisgekrönten Entwürfe der österreichischen Architekten Leopold Ramsauer (1874–1916) und Otto Richter (1875–1919) zugrunde gelegt.
Das insgesamt sechsstöckige Männerheim gehörte bei seiner ohne Festlichkeiten am 15. Oktober 1905 vorgenommenen Eröffnung zu den modernsten Europas. Finanziert wurde es von der Kaiser Franz Joseph I.-Jubiläums-Stiftung für Volkswohnungen und Wohlfahrtseinrichtungen, einem durch private Spenden getragenen Fonds. Kaiser Franz Joseph I. stattete der Institution, der bis dahin zweitgrößten der Stiftung, am 7. November 1905 einen Besuch ab. Verwaltet wurde das Haus von der Stadt Wien, die Leitung lag in Händen eines Verwalters, der selbst im Haus wohnte.
Ein erstes Ziel des neuen Männerheims war es, die Zahl der Bettgeher zu verringern, die sich im Wien von 1910 auf 80.000 belief. Bereits Mitte 1909 musste die Jubiläumsstiftung feststellen, dass das Männerheim an der Grenze der Leistungsfähigkeit angelangt sei.
Das Haus hatte Gasbeleuchtung und zusätzlich als besonderen Komfort elektrische Glühlampen. Geheizt wurde mit einer modernen Dampfniederdruckheizung.
Im Erdgeschoß lagen der Speisesaal, ein Lesezimmer mit Tageszeitungen und einer Raucher- und Nichtraucherabteilung und eine ab 1. Oktober 1910 nutzbare Bibliothek. Im Keller gab es einen Kleider- und Schuhputzraum, einen Gepäckraum, einen Fahrradkeller sowie eine Schuster- und Schneiderwerkstatt. Es gab ein Krankenzimmer mit einem Hausarzt und eine Desinfektionskammer zur Entlausung der Neuankömmlinge. Zusätzlich zu Waschräumen und Rasierzimmer wurde den Heimbewohnern eine Badeanlage mit 16 Brausen und 4 Wannen geboten.
Für Selbstversorger gab es Kochnischen mit Gaskocher und Geschirr.
Der Schlaftrakt lag in den oberen vier Etagen. Er wurde abends um 20 Uhr geöffnet und musste gegen 9 Uhr morgens wieder geräumt werden. Das Heim hatte statt eines Massenschlafsaals Einzelkabinen für jeden der 544 Gäste. Die einzelnen Schlafabteile waren 1,4 Meter breit und 2,17 Meter lang. Darin standen ein Bett, ein Tischchen, ein Kleiderständer und ein Spiegel. Jede Koje hatte eine abschließbare Tür und als besonderen Luxus eine Glühbirne.
Die Miete betrug wöchentlich 2,50 Kronen und orientierte sich an der durchschnittlichen Miete, die ein Bettgeher in Wien zu dieser Zeit für einen Schlafplatz zahlen musste. Für einen alleinstehenden Hilfsarbeiter oder Handwerksgesellen mit einem Jahreseinkommen von 1000 Kronen war das Männerheim somit eine äußerst günstige Bleibe. In der Presse wurde es dementsprechend als „Märchen von einer himmlischen Unterkunft auf Erden“ und als „Wunder an Eleganz und Billigkeit“ gepriesen.
Während des Ersten Weltkrieges wurde das Heim als Spital für verwundete Soldaten genutzt, nach dem 12. November 1918 als ziviles Krankenhaus. Ab November 1919 stand das Haus leer. 1922 wurde bei einem Voranschlag von 20 Millionen Kronen das Heim von der Gemeinde Wien erworben und in ein Versorgungshaus für ca. 500 männliche Pfleglinge umgestaltet.
1941 erhielt in Anlehnung an die Umbenennung der städtischen Krankenhäuser das Versorgungshaus Meldemannstraße die Bezeichnung Wiener städtisches Altersheim Zwischenbrücken. Ab Ende 1945 wurde ein Teil des Altersheims als Städtische Herberge für Obdachlose (Männerherberge) geführt.

### Adolf Hitler im Männerwohnheim
Adolf Hitler (1889–1945), angeblich zumindest seit Herbst 1909 in der vom Asylverein für Obdachlose  neu erbauten Herberge in Wien-Meidling, wohnte drei Jahre in diesem Männerheim, laut polizeilichem Melderegister vom 9. Februar 1910 bis 24. Mai 1913. Danach übersiedelte er nach München.
Morgens las er regelmäßig in der Nichtraucherabteilung des Lesesaals die Zeitungen. Dort malte er auch seine Bilder, diskutierte mit den Heimbewohnern politische Themen und hielt Reden.
Verschiedene Bewohner des Männerwohnheims verfassten später Erinnerungen an die gemeinsame Zeit mit Hitler, namentlich der Landstreicher und Gelegenheitsarbeiter Reinhold Hanisch, dessen Bericht 1939 postum von der amerikanischen Zeitung The New Republican veröffentlicht wurde, ein Mann namens Karl Honisch, der 1938 einen Bericht für das Parteiarchiv der NSDAP in München niederschrieb, der Gelegenheitsarbeiter Josef Greiner, der 1938 und 1947 dünne Erinnerungsbücher präsentierte, sowie ein in der Forschung meist als „Brünner Anonymus“ bezeichneter Unbekannter, dessen Erinnerungen in den 1930er Jahren in einer tschechischen Zeitung erschienen. Weitere Bewohner des Männerwohnheims, zu denen Hitler während seines Aufenthalts nachgewiesenermaßen zumindest zeitweise in engerer Beziehung stand, waren die Juden Siegfried Löffner und Josef Neumann, mit denen Hitler befreundet war, der Drogist Rudolf Häusler, mit dem er 1913 gemeinsam nach Deutschland auswanderte, sowie der Kunstmaler Karl Leidenroth, den Hitler als Konkurrenten und seinen Feind ansah.

## Schließung

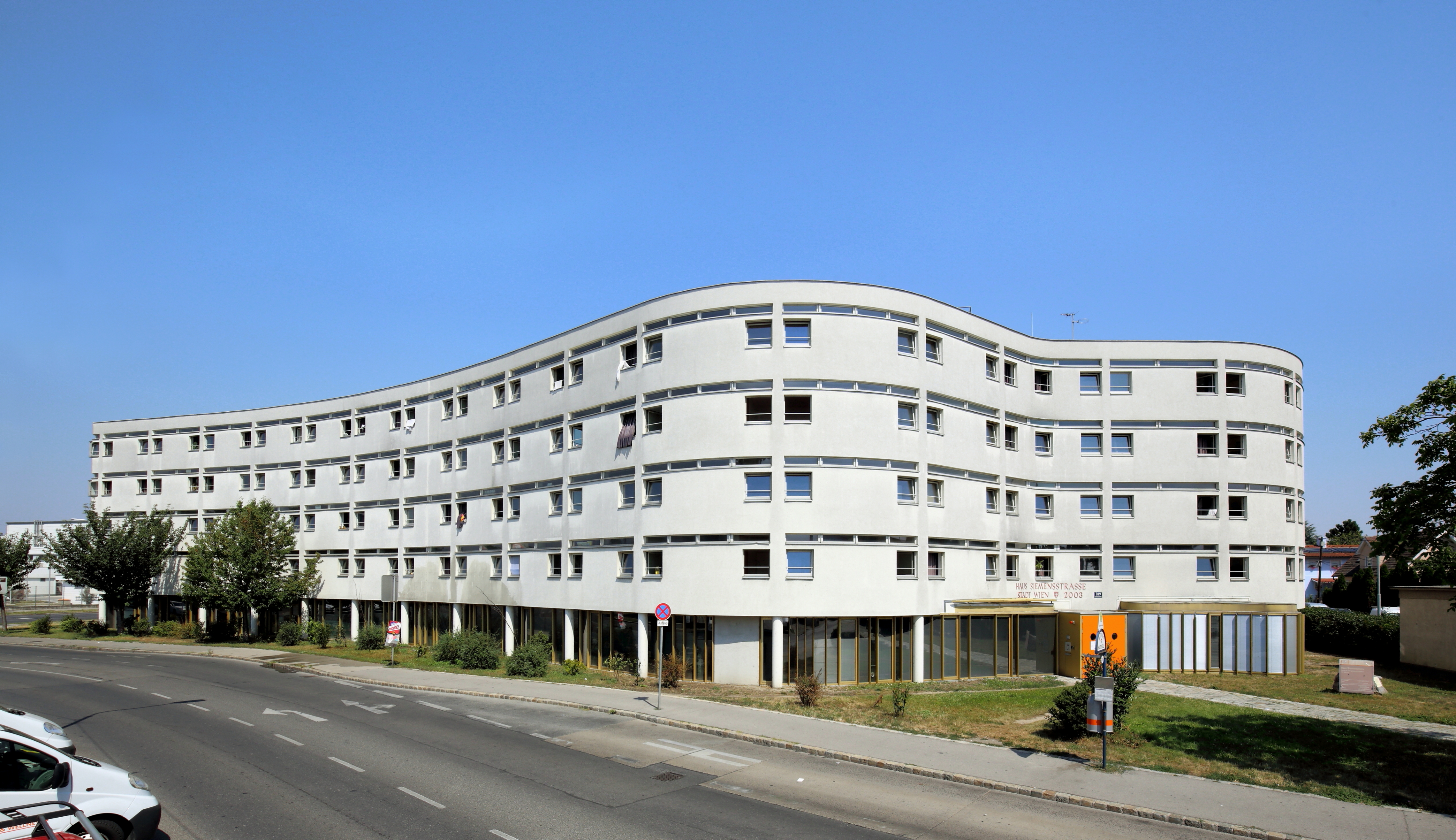
Haus Siemensstraße

Ende der 1990er Jahre beschloss die Wiener Stadtregierung, das Heim zu schließen und ein neues Heim in Floridsdorf, in der Siemensstraße, zu errichten. Begründet wurde das Vorhaben mit der baulichen Konzeption des Altbaus.
Nach Inbetriebnahme des Hauses Siemensstraße wurde das alte Obdachlosenheim am 28. November 2003 geschlossen, worauf es aus Protest zu einer Hausbesetzung kam. Am 5. März 2004 wurde das neue Heim in der Siemensstraße offiziell eröffnet.
Im letzten Jahr seines Bestehens als Männerherberge bot das Haus Meldemannstraße (OZ 25) 246 Männern Nächtigungsplätze.

## Theaterschauplatz
Das Männerwohnheim Meldemannstraße war vor seiner Schließung ab der Premiere am 24. September 2002 Schauplatz der Theaterproduktion Mein Kampf von George Tabori mit Alexander Waechter – Schlomo Herzl, Nicola Filippelli – Lobkowitz, Michael Smulik – Hitler; Regie Tina Leisch und Hubert Kramar.
Wegen des großen Erfolges wurde 2003 das Stück mit 25. März 2003 noch einmal in den Spielplan aufgenommen und bis 19. April 2003 zweimal wöchentlich aufgeführt. Im gleichen Jahr wurde die Produktion mit dem Nestroy-Theaterpreis als beste Off-Produktion ausgezeichnet.

## Umbau zum Altenpflegeheim

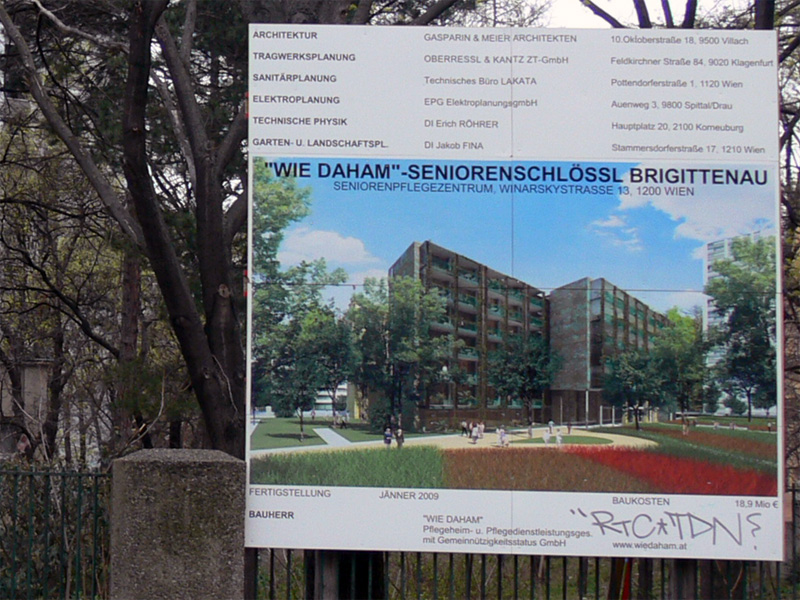
Bauschild

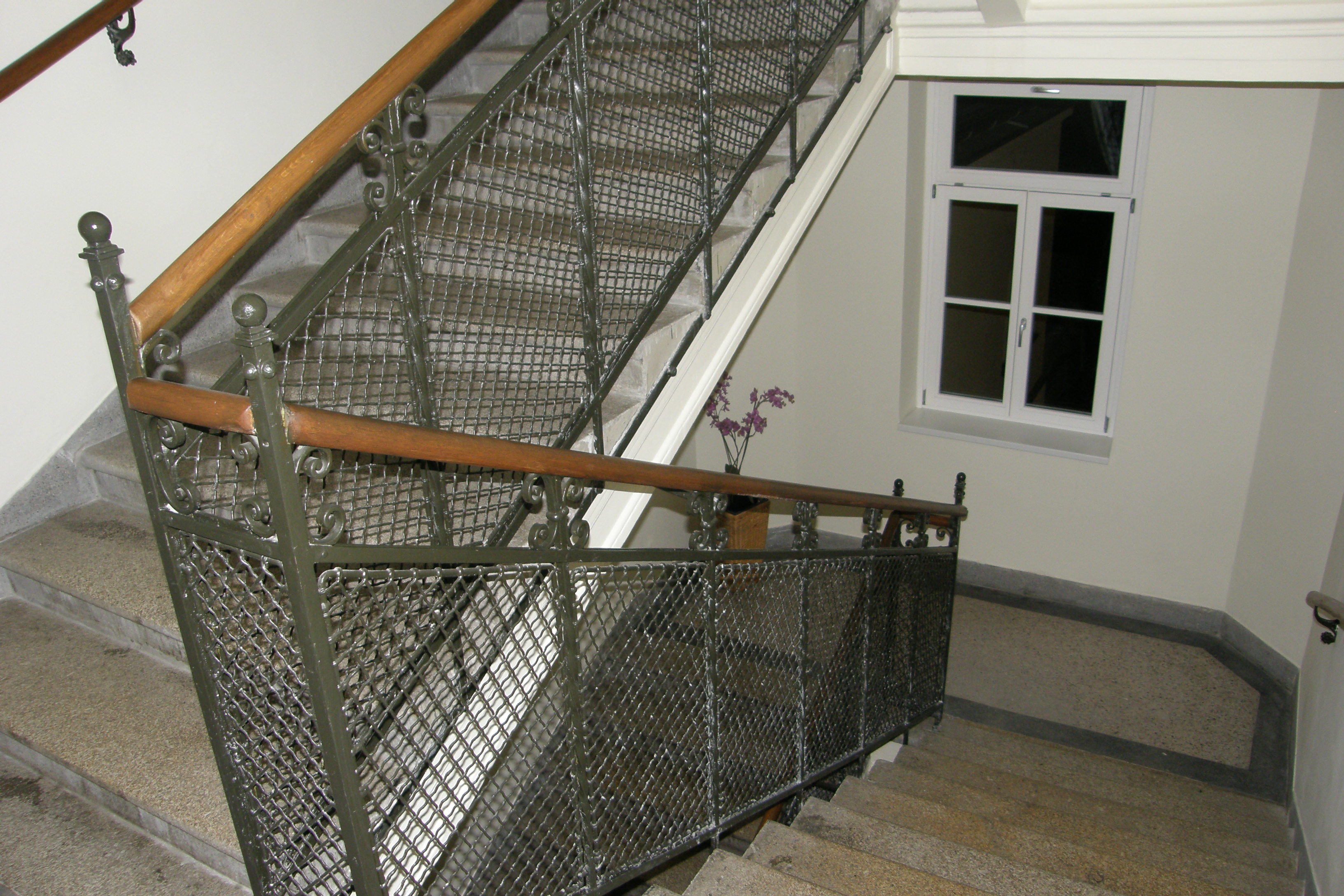
Das Stiegenhaus im Männerheim

Das ehemalige Obdachlosenheim wurde ab 2007 zu einem Altenpflegeheim mit fast 200 Zimmern umgebaut.
Weil der historische Bau unter Denkmalschutz steht, waren Eingriffe an seiner Fassade nicht zulässig. Beim Umbau wurde die ehemalige gartenseitige Fensterfront in das Haus integriert. Die öffentliche Nutzung des 9.000 m² großen Parks wurde in Aussicht genommen.
Die Wiedereröffnung des Gebäudes unter dem neuen Namen „Seniorenschlössl Brigittenau“ fand am 20. August 2010 statt. Der Eingang wurde von der Meldemannstraße in die Winarskystraße verlegt.